# Impatiens leptura
Impatiens leptura är en balsaminväxtart som beskrevs av Joseph Dalton Hooker. Impatiens leptura ingår i släktet balsaminer, och familjen balsaminväxter. Inga underarter finns listade i Catalogue of Life.